# Инцаго
Инца̀го (на италиански: Inzago, на западноломбардски: Insàch, Инсак) е град и община в Северна Италия, провинция Милано, регион Ломбардия. Разположен е на 137 m надморска височина. Населението на общината е 10 730 души към 2012 година.